# 笑傲江湖 (2001年のテレビドラマ)
『笑傲江湖』（しょうごうこうこ、ピンイン：Xiàoào jiānghú）は、金庸の代表的著作である『秘曲 笑傲江湖』を原作とし、中国の国営放送局であるCCTVが2001年に放映したテレビドラマ。全40話。

## 概要
正派華山派の主人公、令狐冲（れいこ ちゅう）を中心に、秘伝書を巡る陰謀、正派と魔教の戦い、魔教内部のクーデター、正派どうしの併呑など、数々の事件が巻き起こる。
基本的なストーリーは原作と同じだが、ところどころに脚色があり、それが原作者の金庸とファンの怒りを買った。そのため、金庸は次作の『射鵰英雄伝』は原作に忠実につくることを条件につけたほどである。
また、ファンたちは主役をつとめたリー・ヤーポン（李亞鵬）が令狐冲のイメージにそぐわないとして、過度なバッシングを行った。ただ、金庸原作のドラマや映画では、こうしたことはすでに恒例になっており、台湾・香港版『スウォーズマン 笑傲江湖』で令狐冲役をつとめたリッチー・レン（任賢齊）も同様なバッシングを受けている。金庸自身は、リー・ヤーポンの演技を大変気に入っていたそうである。
全体的には高視聴率を記録し、金庸も「スタッフたちの熱意に感動した」と賛辞を贈っている。

## キャスト
後記は吹替声優
- 令狐冲 - リー・ヤーポン（李亞鵬）／川島得愛
- 林平之 - リー・ジエ（李解）／中村俊洋
- 岳霊珊 - ミャオ・イーイー（苗乙乙）／峯香織
- 余滄海 - ポン・ダンホァイ（彭登懐）／ふくまつ進紗
- 任盈盈 - シュイ・チン（許晴）／高森奈緒
- 儀琳 - チェン・リーフォン（陳麗峰） ／木川絵里子
- 田伯光  - スン・ハイイン（孫海英）／加藤将之
- 定逸 - リー・チンチン（李勤勤）／小池亜希子
- 岳不群 - ウェイツー（巍子）／高瀬右光
- 左冷禅 - トゥーメン（涂們）／江川大輔
- 任我行 - リュ・シャオハー（呂暁禾）／大川透
- 東方不敗 - マオ・ウェイタオ（茅威涛）／幸田直子
- 寧中則 - リウ・ドン（劉冬）／幸田夏穂
- 曲洋 - ツォン・ジージュン（叢志軍）／岩田安生
- 林震南 - リー・ジェンピィン（李振平）／上田陽司
- 莫大  - リウ・ジョンユェン（劉仲元）／納谷六郎
- 労徳諾 - ジャオ・フーユゥ（趙福余）／千々和竜策
- 大有 - ゴン・リーフォン（鞏立峰）／木村拓
- 羅人傑 - リン・フォン（林峰）／細谷佳正
- 于人豪  - ワン・チャン（王成）／大須賀純
- 木高峯  - リィ・ジョンホァ（李中華）／伊丸岡篤
- 陸伯 - ジャン・ハンピン（張衡平）／安斉一博
- 劉正風 - シュウ・ゾンデー（修宗迪）／樋渡宏嗣
- 玉璣子 - リー・チーシャン（李旗山）／石上裕一
- 不戒  - ザン・ジンシェン（臧金生）／樫井笙人
- 成不憂 - ワン・ウェンション（王文升）／吉野貴宏
- 風清揚 - ユー・チェンフォイ（于承恵）／大木民夫
- 桃谷六仙 - スン・ツンディエ（孫存蝶）、リィ・シャオポー（李暁波）、シュー・ジンイー（許敬義）、マー・イェン（馬岩）、ワン・シンフォン（王鑫峰）、ジュ・シンマオ（巨興茂）／櫛田泰道、千々和竜策、吉野貴宏、安斉一博、細谷佳正、大須賀純
- 向問天 - バー・イン（巴音）／石上裕一
- 王元覇 - ジャン・ジージョン（張紀中）／秋元羊介
- 緑竹翁 - ニョウ・シンリー（牛星麗）／江川大輔
- 楊蓮亭  - ニョウ・バオジュン（牛宝軍）／小野塚貴志
- 祖千秋 - チー・ジョンクン（斉忠坤）／大須賀純
- 老頭子  - ハン・イーポォン（韓一朋）／吉野貴宏
- 藍鳳凰 - リー・フェイ（李菲）／小野涼子
- 方証  - フォン・シージュン（封錫鈞）／楠見尚己
- 方生  - ヤン・ニェンション（楊念生）／浜田賢二
- 童柏熊 - ウェイ・フォン（魏峰）／櫛田泰道
- 黄鐘公 - シャア・ゾンシュエ（夏宗学）／樋渡宏嗣
- 黒白子 - ウーランバオイン（烏蘭宝音）／掛川公岳
- 禿筆翁 - ユー・ホンジョウ（于鴻洲）／木村拓
- 丹青生 - バイ・シャン（柏杉）／小上裕通
- 鮑大楚 - ハン・フーリー（韓福利）／安斉一博
- 桑三娘 - リー・ジンジン（李京京）／山戸恵
- 天門 - リー・チャン（李強）／加藤将之
- 儀和 - イェン・ファン（顔芳）／世戸さおり
- 冲虚 - ワン・ジェンロン（王振栄）／ふくまつ進紗

## スタッフ
- 原作：金庸
- プロデューサー：ジャン・ジージョン（張紀中）
- 監督：フアン・ジェンジョン（黄健中）、ユン・ブン（元彬）
- アクション監督：チャオ・ジェン（趙箭）
- 製作：ジャン・ジージョン（張紀中）
- 撮影監督：シェン・シンハオ（沈星浩）
- 美術監督：ソン・ホンロン（宋洪栄）
- 衣装：ジョン・ジアニー（鍾佳妮）
- メイク：ホァン・ホァ（黄樺）
- 音楽：チャオ・チーピン（趙季平）
- 唄：フェイ・ウォン（王菲）、リウ・ホァン（劉歓）、作詞：イー・ミン（易茗）、作曲：チャオ・チーピン（趙季平）
- 製作：CCTV

## 日本での放映
2005年10月からチャンネルNECOで放送された。
2009年9月からMATV ムービーアジアで放送された。

## 日本語版ソフト
- 笑傲江湖 完全版 DVD-BOX 1・2
発売元：エムスリイエンタテインメント、販売元：クラウン徳間ミュージック販売
音声は中国語のみ。
- 笑傲江湖 吹替収録版 DVD-BOX 1・2
発売元：エムスリイエンタテインメント、販売元：ポニーキャニオン
- 笑傲江湖 デジタル・リマスター版 DVD-BOX
発売元：ワコー、販売元：マクザム